# Домарадзиці (Свентокшиське воєводство)
Домарадзиці (пол. Domaradzice) — село в Польщі, у гміні Боґорія Сташовського повіту Свентокшиського воєводства.
Населення — 216 осіб (2011).
У 1975-1998 роках село належало до Тарнобжезького воєводства.

## Демографія
Демографічна структура на день 31 березня 2011 року:
|          | Загалом | Допрацездатний вік | Працездатний вік | Постпрацездатний вік |
| -------- | ------- | ------------------ | ---------------- | -------------------- |
| Чоловіки | 111     | 24                 | 72               | 15                   |
| Жінки    | 105     | 23                 | 53               | 29                   |
| Разом    | 216     | 47                 | 125              | 44                   |